# Viaduc de Barbin
Pour les articles homonymes, voir Barbin.
Le viaduc de Barbin est un ouvrage d'art de la ligne de Vouvant - Cezais à Saint-Christophe-du-Bois, il franchit la Sèvre Nantaise sur le territoire de la commune de Saint-Laurent-sur-Sèvre dans le département français de la Vendée.

## Situation ferroviaire
Le viaduc de Barbin est situé au point kilométrique (PK) 64,035 de la ligne de Vouvant - Cezais à Saint-Christophe-du-Bois.

## Histoire
La construction du viaduc de Barbin débute en 1904 et s'achève en 1907. Mis en service le 27 juillet 1914 lors de l'ouverture à l'exploitation de la ligne « la ligne Cholet-Les Herbiers », il voit passer les troupes qui partent de Fontenay vers le front de l'Est. Le trafic régulier des voyageurs s'arrête en 1939, seuls quelques trains de pèlerins qui se rendent au tombeau de Louis-Marie Grignion de Montfort à Saint-Laurent-sur-Sèvre l'empruntent encore. En 1944, l'aviation alliée bombarde le viaduc, coupant une des arches pour empêcher le passage des Allemands. L'ouvrage est réparé en 1946, mais le trafic ferroviaire ne reprend pas. En 1985, un train touristique à vapeur est mis en service et en 1992, le Chemin de fer de la Vendée remet la ligne en circulation pour les touristes, sur 22 km, entre Mortagne-sur-Sèvre et Les Herbiers,. Entre la gare des Herbiers et la gare de Mortagne-sur-Sèvre, qui sont les gares en service du train touristique , s'intercalent les gares fermées des Epesses, de Chambretaud et de Saint-Laurent-sur-Sèvre.

## Caractéristiques
L'ouvrage composé de 14 arches est haut de 38 mètres et long de 300 mètres. Il est construit en bloc de granit extraits de carrières locales spécialement ouvertes à cet effet.

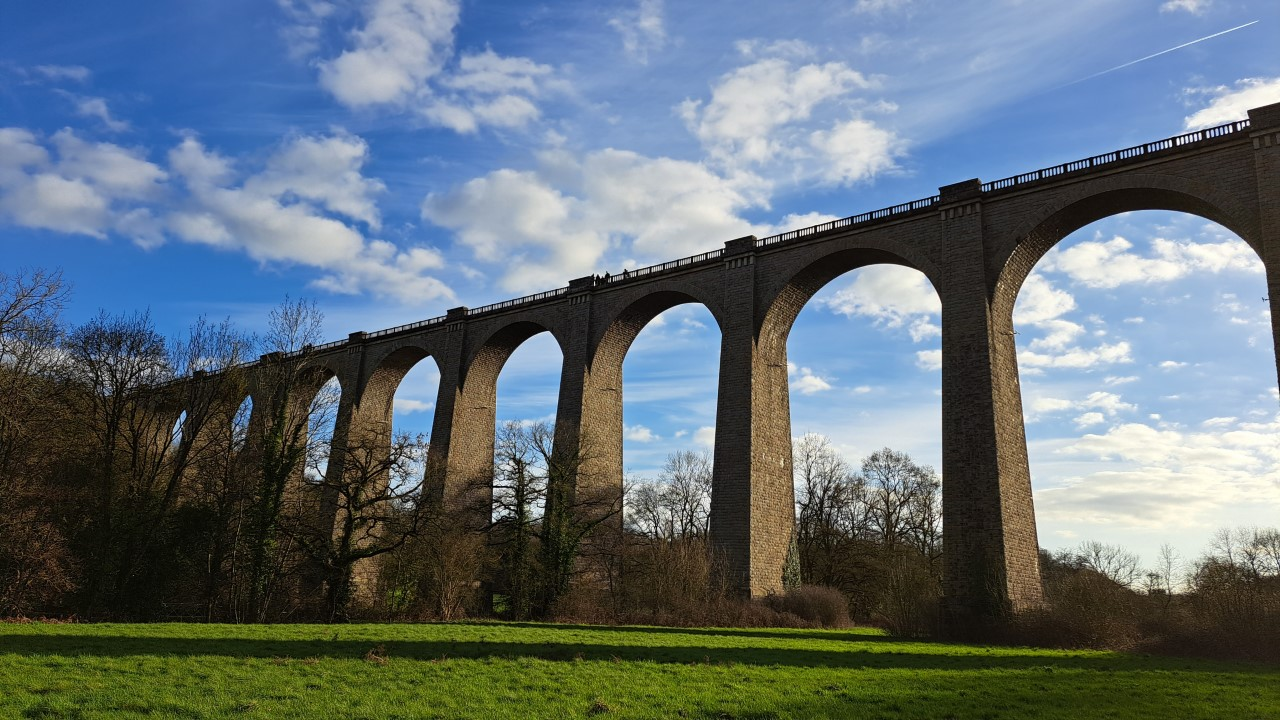
Le viaduc de Barbin.